# Дерябкино (Пензенская область)
Дерябкино — село в Спасском районе Пензенской области России. Входит в состав Беднодемьяновского сельсовета.

## География
Село находится в северо-западной части Пензенской области, в лесостепной зоне, в пределах северной окраины Керенско-Чембарской возвышенности, на правом берегу реки Чечёрки, на расстоянии примерно 5 километров (по прямой) к югу от города Спасска, административного центра района. Абсолютная высота — 207 метров над уровнем моря.

### Климат
Климат характеризуется как умеренно континентальный, с холодной зимой и умеренно жарким летом. Среднегодовая температура — 3,7 °C. Средняя температура воздуха самого холодного месяца (января) составляет −12 °C (абсолютный минимум — −45 °C); самого тёплого месяца (июля) — 19,1 °C (абсолютный максимум — 38 °С). Безморозный период длится 130 дней. Годовое количество атмосферных осадков — 538 мм, из которых большая часть выпадает в период с апреля по октябрь. Снежный покров держится в среднем 136 дней.

## Население
| 1862  | 1877  | 1882  | 1897  | 1913  | 1926  | 1930  |
| ----- | ----- | ----- | ----- | ----- | ----- | ----- |
| 1418  | ↗1629 | ↗1769 | ↗1850 | ↗2394 | ↘2123 | ↗2358 |
| 1939  | 1959  | 1979  | 1989  | 1996  | 2002  | 2010  |
| ↘1002 | ↘553  | ↘451  | ↘343  | ↘328  | ↘277  | ↘247  |

### Национальный состав
Согласно результатам переписи 2002 года, в национальной структуре населения русские составляли 99 % из 277 чел.